# Bump fire
Bump fire (бамп-фаер; скользящий приклад) — англоязычный жаргонизм, обозначающий импровизированный способ значительного повышения боевой скорострельности самозарядного стрелкового оружия. Заключается в контроле стрелком поступательного движения своего оружия при отдаче и использовании этого импульса для нажатия спускового крючка. Используется только из некоторых положений тела (как правило, от бедра) и позволяет вести неприцельный огонь в высоком темпе, по плотности сравнимый с огнём очередями.

Анимированное изображение, демонстрирующее функционирование bump fire-приклада

Своим возникновением метод обязан исторически сложившимся ограничениям на владение автоматическим стрелковым оружием для гражданских лиц, которые законодательно установлены в большинстве современных государств.
Тем не менее желание достичь скорострельности автоматического оружия привело к возникновению нехитрых методов осуществления серии одиночных выстрелов в темпе, сравнимом с огнём очередями. Наиболее распространённым является жёсткое удержание оружия у бедра хватом левой руки за цевьё, при этом правая рука с пальцем на спусковом крючке, оставаясь неподвижной, допускает некоторый ход всего оружия назад. Огонь начинается не нажатием спускового крючка указательным пальцем правой руки, а плавным смещением всего оружия левой рукой слегка вперёд. Если при этом правая рука будет оставаться неподвижной, то спусковой крючок фактически сам зацепится за указательный палец и произойдет первый выстрел. Отдача от него приведёт к смещению оружия назад и отпусканию спускового крючка, при этом полуавтомат осуществляет полный цикл перезарядки, а равномерное усилие левой рукой на цевьё, направленное вперёд, производит следующий выстрел и повторяет весь цикл.
Таким образом, после некоторых тренировок последовательность выстрелов в режиме bump fire из полуавтоматического оружия с магазином достаточной ёмкости невозможно отличить от огня очередями. Осознание этого факта вызвало широкий резонанс в американском обществе среди сторонников введения строгого контроля за оборотом стрелкового вооружения в свете непрекращающихся массовых убийств с применением полуавтоматических винтовок (см., например, массовое убийство в начальной школе «Сэнди-Хук»). В связи с этим сенатор от Калифорнии Дайэнн Файнстайн, будучи на сенатских слушаниях, указала, что плотность такого огня может быть от 400 до 800 выстрелов в минуту, что даёт потенциальному преступнику огромную огневую мощь. Подобная точка зрения подтверждается инцидентом с массовым расстрелом зрителей кантри-концерта в Лас-Вегасе. По свидетельствам полиции и согласно фото с места происшествия, как минимум одна из использовавшихся винтовок стрелка имела приклад, модифицированный для большего удобства ведения огня в режиме bump fire (см. ниже).

## Критика
Основным недостатком режима bump fire является высокое рассеивание пуль при стрельбе ввиду удержания оружия на весу и отсутствия жёсткого упора приклада в плечо. По этой причине в свободной продаже появилось большое количество дополнительного оснащения и сменных частей (как правило, специальных прикладов) для адаптации стандартных видов полуавтоматического оружия под данный режим стрельбы.
Другим ограничением метода bump fire является то, что обычно он подразумевает использование совместно с оружием, которое изначально спроектировано под возможность ведения полноценного автоматического огня[уточнить]. К таковым образцам относится огромное разнообразие коммерческих версий современных боевых штурмовых винтовок и карабинов, которые широко распространены на рынках гражданского вооружения западных стран. Поскольку единственным отличием этих версий от боевых является отсутствие режима автоматического огня, то bump fire, фактически, в значительной степени возмещает этот недостаток. Это не оставляет равнодушными сторонников жёсткого контроля за оборотом гражданских версий штурмовых винтовок на базе АК, AR-15 и т. п., представители которых в Сенате США даже предлагали ввести полный запрет на владение подобным вооружением для гражданских лиц (так называемый Assault Weapons Ban of 2013), включая любые приспособления, способствующие повышению плотности огня.